# Aghalard Castle
Aghalard Castle (auch Aghalahard Castle, irisch Caisleán Achadh Leathard) ist die Ruine eines Tower House südlich von Castlebar im irischen County Mayo. Sie gilt als National Monument.

## Geschichte
Die Nachkommen der McDonnells von Knocknacloy, die Gallóglaigh (dt.: Söldner) der Burkes von Mayo waren, ließen die Burg um 1490 erbauen. Sie bestand aus einem dreistöckigen Turm mit quadratischen Ecktürmchen und war durch eine Mauer eingefriedet. 1596 eroberten Edward Brabazon, 1. Baron Ardee, Ulick Burke, 3. Earl of Clanricarde und James Riabbach Darcy die Burg, aber man hatte sie evakuiert, kurz nachdem man von Herannahen von Hugh Roe Ó Donnell gehört hatte.
Das Tower House blieb in Besitz der McDonnells, bis sie es im 19. Jahrhundert an Sir Benjamin Guinness verkauften.